# Bandiera del Mengjiang
La bandiera del Mengjiang fu utilizzata dal governo dell'omonimo stato fantoccio del Giappone che aveva autorità su alcune province cinesi della Mongolia interna; il vessillo consisteva in bande orizzontali di colori giallo, blu, bianco, rosso, bianco, blu e di nuovo giallo.
I colori della bandiera erano utilizzati per rappresentare i principali gruppi etnici del Mengjiang: il blu per i mongoli, il rosso per i giapponesi, il giallo per gli Han e il bianco per gli «Hui» (il nome dato ai musulmani all'epoca).
Il Chahar meridionale, lo Shanxi settentrionale e il Governo militare mongolo avevano ciascuno la propria bandiera prima di fondersi con il Governo autonomo unito del Mengjiang.

Bandiera del Governo Militare Mongolo (1936-1937) e del Governo Autonomo Unito Mongolo (1937-1939)
Bandiera del Governo autonomo della Provincia del Chahar meridionale (1938-1939)
Bandiera del Governo autonomo della Provincia dello Shanxi settentrionale (1938-1939)

I colori della bandiera di Mengjiang sono simili a quelli della «bandiera dei cinque colori» usata in passato dalla Repubblica di Cina.